# Corymorpha nutans
Corymorpha nutans is een hydroïdpoliep uit de familie Corymorphidae. De poliep komt uit het geslacht Corymorpha. Corymorpha nutans werd in 1835 voor het eerst wetenschappelijk beschreven door Michael Sars.

## Beschrijving
Deze hydroïdpoliep bestaat uit een enkele poliep op een taps toelopende stengel die ontstaat uit zand of grind. De kleur is doorschijnend wit of lichtroze en de stengel heeft bleke lijnen die in de lengterichting lopen van de basis tot waar hij samenkomt met de poliep. De poliep is relatief groot en buigt naar één kant, dit kenmerk is verantwoordelijk voor de naam van de hydroïde (nutans is Latijn voor knikken). Meestal zijn er 30 tot 40 lange, dunne tentakels die ongeveer 80 kortere, fijnere omringen. Totale hoogte 80-100 mm, diameter van de poliep en tentakels ongeveer 20 mm.

## Verspreiding
Corymorpha nutans wordt overal op de Britse Eilanden aangetroffen. Komt veel voor in geschikte leefomgevingen in de noordelijke Atlantische Oceaan en tot aan de Middellandse Zee in het zuiden. Het komt veel voor langs alle kusten rond de Noordzee. In Noorwegen is het te vinden tot aan de Noordkaap.